# Чижув-Шляхецький
Чижув-Шляхецький (пол. Czyżów Szlachecki) — село в Польщі, у гміні Завихост Сандомирського повіту Свентокшиського воєводства.
Населення — 347 осіб (2011).
У 1975-1998 роках село належало до Тарнобжезького воєводства.

## Демографія
Демографічна структура на день 31 березня 2011 року:
|          | Загалом | Допрацездатний вік | Працездатний вік | Постпрацездатний вік |
| -------- | ------- | ------------------ | ---------------- | -------------------- |
| Чоловіки | 165     | 33                 | 117              | 15                   |
| Жінки    | 182     | 44                 | 96               | 42                   |
| Разом    | 347     | 77                 | 213              | 57                   |